# CZW Wired Television Championship

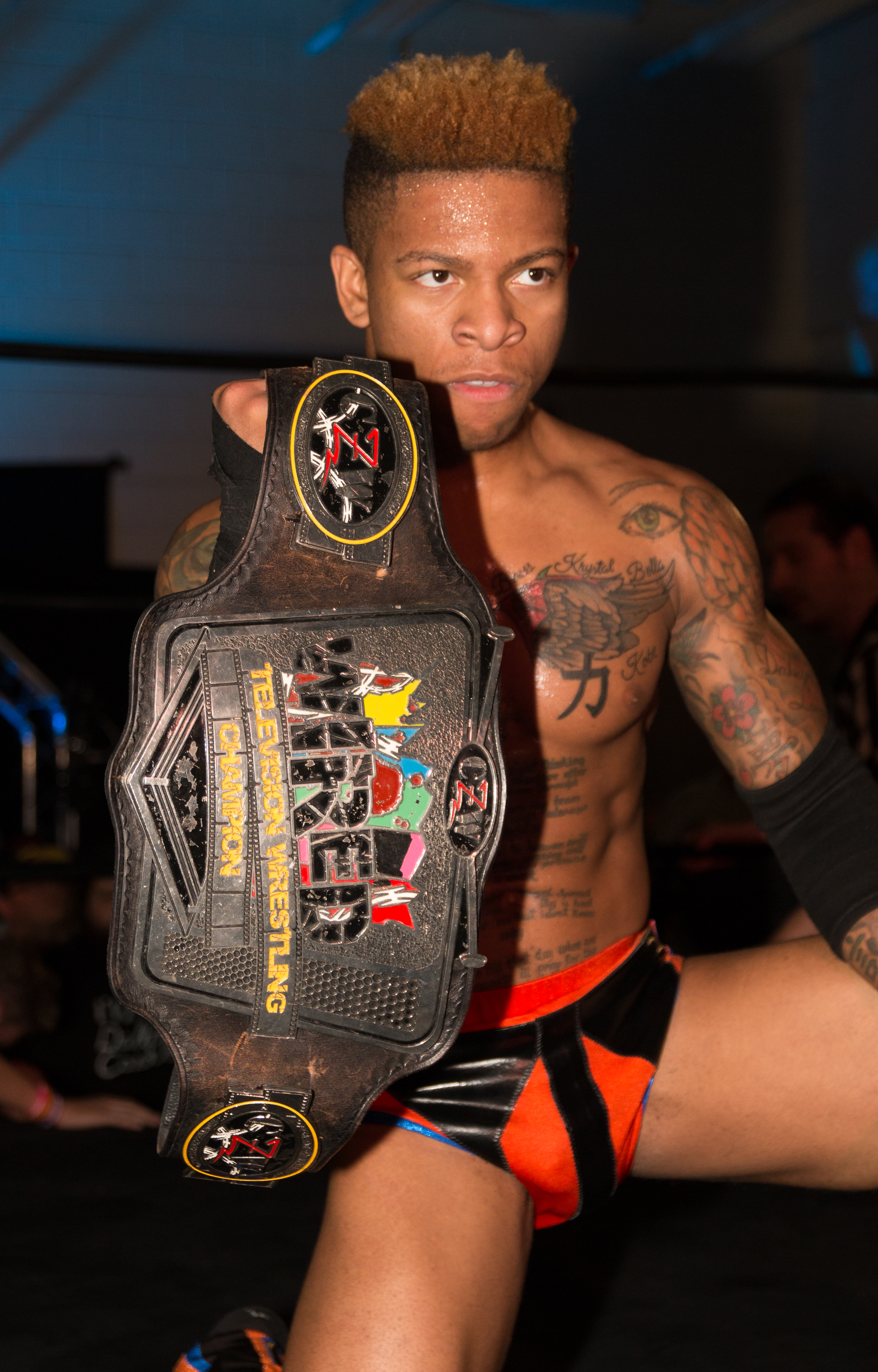
Lio Rush, CZW Wired Television Championship

El Campeonato de Televisión por Cable de la CZW (CZW Wired Television Championship en inglés) es un campeonato de lucha libre profesional promovido por Combat Zone Wrestling.

## Campeón actual
El campeón actual es KC Navarro, que se encuentra en su primer reinado. Lo obtuvo al derrotar a AR Fox en el evento de 	21st Anniversary.

## Lista de campeones
| Luchador:              | Reinado n.º: | Días de reinado: | Fecha:                   | Show o evento:                 | Notas                                                                                               | Ref. |
| ---------------------- | ------------ | ---------------- | ------------------------ | ------------------------------ | --------------------------------------------------------------------------------------------------- | ---- |
| Tyler Veritas          | 1            | 119              | 12 de diciembre de 2009  | Cage Of Death XI               | Derrotó a Adam Cole.                                                                                |      |
| Drew Gulak             | 1            | 429              | 10 de abril de 2010      | Swinging For The Fences        | |      |
| A.R. Fox               | 1            | 26               | 11 de junio de 2011      | Prelude To Violence 2          | |      |
| Jake Crist             | 1            | 280              | 9 de julio de 2011       | New Heights                    | |      |
| Dave Crist             | 1            | 147              | 14 de abril de 2012      | Best Of The Best 11            | |      |
| A.R. Fox               | 2            | 371              | 8 de septiembre de 2012  | Down with the Sickness         | |      |
| Alex Colon             | 1            | 119              | 14 de septiembre de 2013 | Down with the Sickness         | Derrotó a AR Fox, Andrew Everett y Shane Strickland en un Chri$ Ca$h Memorial Four Way Ladder Match |      |
| Devon Moore            | 1            | 56               | 11 de enero de 2014      | Respondió a un desafío abierto | |      |
| Shane Strickland       | 1            | 144              | 8 de marzo de 2014       | High Stakes 5                  | |      |
| Joe Gacy               | 1            | 14               | 30 de julio de 2014      | Dojo Wars 6                    | |      |
| Shane Strickland       | 2            | 122              | 13 de agosto de 2014     | Dojo Wars 7                    | |      |
| Joe Gacy               | 2            | 200              | 13 de diciembre de 2014  | Cage of Death 16               | |      |
| Frankie Pickard        | 1            | 7                | 1 de julio de 2015       | Dojo wars                      | |      |
| Joe Gacy               | 3            | 3                | 8 de julio de 2015       | Dojo wars                      | |      |
| Tim Donst              | 1            | 91               | 11 de julio de 2015      | New Heights                    | |      |
| Joey Janela            | 1            | 63               | 10 de octubre de 2015    | Tangled web                    | |      |
| Lio Rush               | 1            | 63               | 12 de diciembre de 2015  | Cage of Death                  | |      |
| Joey Janela            | 2            | 42               | 13 de febrero de 2016    | Czw Seventeen                  | |      |
| Lio Rush               | 2            | 168              | 26 de marzo de 2016      | Proving Grounds                | |      |
| Joey Janela            | 3            | 197              | 10 de septiembre de 2016 | Down with the Sickness         | |      |
| Johnny Yuma            | 1            | 48               | 23 de marzo de 2017      | CWFH TV Taping                 | |      |
| Maxwell Jacob Fenstein | 1            | 154              | 13 de mayo de 2017       | CZW Sacrifices                 | |      |
| Joey Janela            | 4            | 56               | 14 de octubre de 2017    | The Wolf of Wrestling          | |      |
| Maxwell Jacob Fenstein | 2            | 126              | 9 de diciembre de 2017   | Cage of Death 19               | |      |
| Vacante                |              |                  | 14 de abril de 2018      | Best of the Best 17            | |      |
| Zachary Wentz          | 1            | 118              | 12 de mayo de 2018       | Prelude to violence            | Derrotó a Wheeler Yuta, John Silver y Alex Reynolds                                                 |      |
| Ace Austin             | 1            | 1                | 7 de septiembre de 2018  |                                | Derrotó a Zachary Wentz y Alex Colon                                                                |      |
| Blackwater             | 1            | 35               | 8 de septiembre de 2018  | Down with the sickness 2018    | Derrotó a Ace Austin, Jordan Oliver y KC Navarro                                                    |      |
| Jordan Oliver          | 1            | 427              | 13 de octubre de 2018    | Better than our best           | |      |
| A.R. Fox               | 3            | 56               | 14 de diciembre de 2019  | Cage Of Death XXI              | |      |
| KC Navarro             | 1            | 1867+            | 8 de febrero de 2020     | 21st Anniversary               | |      |

| N.° | Campeón                | Reinados | Total de días |
| --- | ---------------------- | -------- | ------------- |
| 1   | KC Navarro             | 1        | 613+          |
| 2   | A.R. Fox               | 3        | 453           |
| 3   | Drew Gulak             | 1        | 429           |
| 4   | Jordan Oliver          | 1        | 427           |
| 5   | Joey Janela            | 4        | 358           |
| 6   | Maxwell Jacob Fenstein | 2        | 280           |
| 7   | Jake Crist             | 1        | 280           |
| 8   | Shane Strickland       | 2        | 266           |
| 9   | Lio Rush               | 2        | 231           |
| 10  | Joey Gacy              | 3        | 217           |
| 11  | Dave Crist             | 1        | 147           |
| 12  | Tyler Veritas          | 1        | 119           |
| 13  | Alex Colón             | 1        | 119           |
| 14  | Zachary Wentz          | 1        | 118           |
| 15  | Tim Donst              | 1        | 91            |
| 16  | Devon Moore            | 1        | 56            |
| 17  | Johnny Yuma            | 1        | 48            |
| 18  | Blackwater             | 1        | 35            |
| 19  | Frankie Pickard        | 1        | 7             |
| 20  | Ace Austin             | 1        | 1             |

## Mayor cantidad de reinados
- 4 veces: Joey Janela
- 3 veces : Joe Gacy y A.R. Fox
- 2 veces: Shane Strickland, Maxwell Jacob Fenstein y Lio Rush
- 1 vez: Tyler Veritas, Drew Gulak, Jake Crist, Dave Crist, Alex Colón , Devon Moore, Frankie Pickard, Tim Donst, Johnny Yuma, Zachary Wentz, Ace Austin , Blackwater, Jordan Oliver y KC Navarro

## Datos interesantes
- Reinado más largo: KC Navarro, 613+
- Reinado más corto: Ace Austin, 1 día.
- Campeón más viejo: Dave Crist, 29 años.
- Campeón más joven: Jordan Oliver, 19 años.
- Campeón más pesado: Joe Gacy, 113 kg (249 lb).
- Campeón más liviano: Shane Stickland, 77 kg (169 lb).